# Het Bommel-verschiet
Tom Poes en het Bommel-verschiet (ook wel verkort tot Het Bommel-verschiet en Het verschiet) is het voorlaatste verhaal van de Bommelsaga, geschreven en getekend door Marten Toonder. Het verhaal verscheen voor het eerst op 19 december 1984 en liep tot 27 maart 1985 in stroken in het NRC Handelsblad.
Het centrale thema in het verhaal is vooruitgang versus sciencefiction.

## Verhaalinleiding
Tom Poes zocht heer Bommel op, precies op het moment dat hij de laatste aflevering van het kukelverhaal terzijde legde. Het verhaal had hem goed gedaan, omdat hij constateerde dat hij de enige was die geen minkukel had. Tom Poes zei echter "Hm, dat weten we niet omdat het niet is gemeten." Voordat heer Bommel een terechtwijzing kon geven, diende journalist Argus zich aan. De minister van Cultuur heeft de vergelder verboden. De journalist wil nu graag weten hoe heer Bommel op tijd wist dat hij de uitvinding moest weggeven, waarop Heer Bommel stelt dat hij natuurlijk verder gaat werken aan de vooruitgang.

## Samenvatting
Velen maken zich zorgen over de verzuring van het milieu, die de prijs blijkt te zijn voor het najagen van de vooruitgang. De dwerg Kwetal maakt een reinigingsmiddel, dat echter zo'n sterke werking heeft dat het alles verwoest. Nobelprijswinnaars hebben als denktank "het Verschiet" gecreëerd in opdracht van het ICM.
Het is de stad van de toekomst die helemaal zelfstandig werkt, maar wanneer het een eigen leven gaat leiden komen heer Bommel en Tom Poes in een strijd tegen de stad samen met alle geleerden die het Verschiet gemaakt hebben. Uiteindelijk weet heer Bommel dankzij het reinigingsmiddel de stad te verwoesten.

## Boekuitgaven/bronnen
De strip verscheen, samen met Het einde van eindeloos, onder de naam Als dat maar goed gaat bij De Bezige Bij (Amsterdam, 1988). In 1996 gaf De Bezige Bij Als dat maar goed gaat opnieuw uit, nu als ‘Dubbele Bommelpocket’ in één band met Ik voel dat heel fijn aan.
De strip staat ook (tezamen met De vergelder en Het einde van eindeloos) in band 40 van Heer Bommel - Volledige Werken - De dagbladpublicaties, uitgegeven bij Panda ('s-Gravenhage, 2001).
In de reeks heruitgaven in oblongformaat, die De Bezige Bij in samenwerking met NRC Handelsblad sinds 2008 uitbrengt, is Het Bommel-verschiet in november 2018 verschenen in het zestigste en laatste deel. In die bundel is het verhaal gecombineerd met het verhaal erna, Het einde van eindeloos, en die titel draagt ook de bundel: Het einde van eindeloos.

## Voetnoot
1. ↑  zoekresultaten Delpher.
2. ↑  Het NRC Handelsblad publiceerde deze verhaalinleiding met nummer 01593 op 18 december.
3. ↑  Zie ook het eerdere plan in De denktank

## Hoorspel
- Het verschiet in het Bommelhoorspel